# Dorcadion shestopalovi
Dorcadion shestopalovi là một loài bọ cánh cứng trong họ Cerambycidae.